# Buteikî, Sarnî
Buteikî (în ucraineană Бутейки) este un sat în comuna Velîke Verbce din raionul Sarnî, regiunea Rivne, Ucraina.

## Demografie
Componența lingvistică a localității Buteikî
     Ucraineană (99,58%)
     Alte limbi (0,42%)
Conform recensământului din 2001, majoritatea populației localității Buteikî era vorbitoare de ucraineană (99,58%), existând în minoritate și vorbitori de alte limbi.